# Грушевка (Черниговская область)
Груше́вка (укр. Грушівка ) – село, расположенное на территории Бахмачского района Черниговской области (Украина).
Население составляет 26 жителей (2006 год). Плотность населения — 2 600 чел/кв.км.
Впервые упоминается в 1870 году.
Средняя высота населённого пункта — 147 м над уровнем моря. Село находится в зоне умеренного умеренно континентального климата.
Национальный состав представлен преимущественно украинцами, конфессиональный состав — христианами.